# Benjamin Latrobe
Benjamin Henry Boneval Latrobe (Pudsey, 1º maggio 1764 – New Orleans, 3 settembre 1820) è stato un architetto e progettista britannico naturalizzato statunitense.

## Biografia
Trascorse la giovinezza tra Inghilterra e Germania; dal 1789 al 1794, dopo aver seguito gli insegnamenti di Samuel Pepys Cockerell, incominciò a lavorare come sovrintendente ai lavori pubblici di Londra.
Nel 1795 emigrò negli Stati Uniti.
In America realizzò dapprima alcuni lavori per il Campidoglio di Richmond, mentre nel 1798 innalzò la Banca di Pennsylvania a Filadelfia, il primo esempio in stile neogreco degli Stati Uniti.
Dopo una parentesi neogotica, operò sul cantiere del Campidoglio di Washington e su incarico di  Thomas Jefferson eseguì  alcune modifiche all’impianto originario della Casa Bianca, progettata da un altro architetto come lui libero muratore, James Hoban.
Infine, nei primi anni dell'Ottocento, Benjamin Latrobe progettò la Cattedrale di Baltimora, una chiesa neoclassica destinata a rimanere la sua opera più famosa, vagamente ispirata, nelle forme esterne, al Pantheon di Roma. A Baltimora realizzò anche la Borsa e la Dogana (1816-1820).
Il suo stile si avvicinò al Classicismo romantico, includente una ricerca di funzionalismo, che si risolse in una maggiore semplificazione decorativa e spaziale.
Si distinse anche come ingegnere idraulico e per la progettazione di battelli fluviali.
Suo figlio, l'avvocato John H. B. Latrobe (1803-1891), fu l'inventore della stufa Latrobe.